# Iamo
Iamo (in greco antico Ἴαμος Íamos, da ἴον íon «violetta») è un personaggio della mitologia greca nato da Evadne, figlia di Poseidone, e dal dio Apollo.
La vicenda narra che il dio, abbagliato dalla bellezza di Evadne - che era stata adottata da Epito, re dell'Arcadia -, si accoppiò con lei. La donna non riuscì a nascondere il fatto al suo tutore, che si recò all'oracolo di Delfi per sapere cosa avrebbe dovuto fare del nascituro.
Tempo dopo la ragazza partorì il bambino, che abbandonò sui bordi del fiume Alfeo o, secondo altre tradizioni, nei pressi del monte Cillene (luogo di nascita del dio Ermes), nell'Arcadia del Nord, dove dimoravano i parenti di Evadne.
Il bambino fu sorvegliato per cinque giorni da due serpenti che lo nutrirono con miele. Epito scoprì l'origine del bambino e andò a cercarlo, trovandolo in una boscaglia circondato da violette, da cui prese il nome. 
Da Iamo nacque la dinastia degli Iamidi, indovini e profeti di Olimpia.